# مطار وادي الدواسر المحلي
مطار وادي الدواسر والسليل (إياتا: WAE، إيكاو: OEWD) هو مطار محلي يقع بين محافظتي وادي الدواسر والسليل إحدى مدن منطقة الرياض في الاتجاه الشرقي، وتم افتتاح المطار سنة 1988، ويخدم هذا المطار المدن القرى والهجر التابعة لمدينة وادي الدواسر و السليل.

## خطوط وشركات الطيران
- الخطوط الجوية العربية السعودية (جدة، الرياض)